# Mercat no organitzat
La negociació Over The Counter (acrònim: OTC) és una negociació bilateral d'instruments financers (accions, bons, matèries primeres o derivats de crèdit). Aquest tipus de negociació ve a ser el contrari de la negociació en un mercat organitzat en el que es poden negociar accions o futurs. Un contracte OTC és un contracte en el qual les dues parts es posen d'acord sobre les modalitats de liquidació de l'instrument. Per als derivats de crèdit, les institucions financeres utilitzen comunament les versions de contractes marc creades per la International Swaps and Derivatives Association (ISDA).

## OTC a Espanya:Contrato Marco de Operaciones Financieras
A Espanya un OTC rep el nom de CMOF o Contracte Macro d'Operacions Financeres i equivalentment és un contracte que regula les condicions que regiran un contracte bilateral de Derivats financers fora d'un mercat organitzat dins de la legislació espanyola. Es compon d'un contracte marc i diversos annexes. La importància d'establir unes condicions marc rau en la bilateralitat intrínseca de qualsevol contracte OTC-Over de Counter.